# Manuel I Wielki Komnen

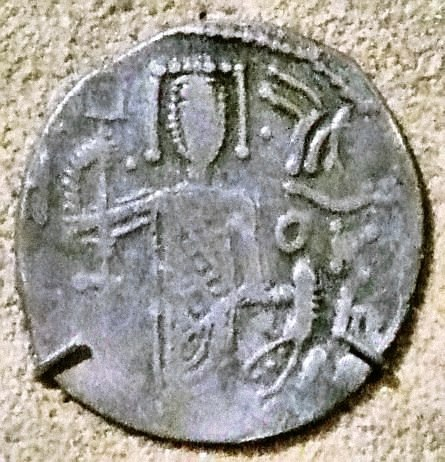
Srebrna moneta Manuela I Wielkiego Komnena

Manuel I Wielki Komnen (ur. ok. 1218, zm. marzec 1263) – cesarz Trapezuntu od 1238 do marca 1263 roku. 

## Życiorys
Był synem Aleksego I i Teodory Aksouchiny. Manuel był trzykrotnie żonaty. Jego panowanie to okres walki o wpływy w Trapezuncie pomiędzy Seldżukami a Mongołami. W 1254 zdobył Synopę.
Jego pierwszą żoną była Anna Xylaloe. Z tego związku urodził się:
- Andronik II Komnen, cesarz Trapezuntu 1263-1266

Drugą żoną była Rusudan z Gruzji. Ich córką była:
- Teodora, cesarzowa Trapezuntu 1284-1285

Trzecią żoną była Irena Syrikaina. Z tego związku urodziło się czworo dzieci:
- Jerzy, cesarz Trapezuntu 1266-1280
- córka, żona króla Gruzji Dymitra II
- córka
- Jan II Komnen, cesarz Trapezuntu 1280-1284 i 1285-1297